# Chrysometa poas
Chrysometa poas är en spindelart som beskrevs av Claude Lévi 1986. Chrysometa poas ingår i släktet Chrysometa och familjen käkspindlar. Inga underarter finns listade i Catalogue of Life.